# Paul Grabein
Paul Grabein (* 28. Mai 1869 in Posen; † 4. November 1945 in Berlin) war ein deutscher Journalist, Schriftsteller und  Beamter.

## Leben
Paul Grabein war der Sohn eines städtischen Beamten. Er wuchs in Berlin auf, wo er das Falk-Realgymnasium besuchte. Ab 1887 studierte er Philosophie und neuere Philologie an den Universitäten in Berlin und Jena. 1893 promovierte er an der Universität Halle mit einer literaturwissenschaftlichen Dissertation zum Doktor der Philosophie. Da er aus gesundheitlichen Gründen die angestrebte Dozententätigkeit nicht ausüben konnte, verlegte er sich auf die Arbeit als Journalist. Nachdem er
anfangs Mitarbeiter Berliner Zeitungen gewesen war, gehörte er ab 1895 der Redaktion des Niederschlesischen Tageblatts in Grünberg an. Ab 1897 war er Chefredakteur der Nord-Ostsee-Zeitung in Kiel, ab 1898 Mitglied der Redaktion der Berliner Nationalzeitung und von 1900 bis 1904 der Redaktion der Familienzeitschrift Daheim. Ausgedehnte Reisen führten ihn in verschiedene deutsche Regionen und ins europäische Ausland. Er wurde 1907 Mitglied der Berliner Freimaurerloge Zum Widder. Ab 1909 lebte Grabein als freier Schriftsteller in Grafenberg (Düsseldorf). 
Anfang des Ersten Weltkrieges meldete er sich als Kriegsfreiwilliger, kam aber 1915 krankheitsbedingt wieder in die Heimat zurück. Ab 1915 wirkte Grabein als Syndikus von Reedereien in Bremen und Hamburg. Ob er auch Rechtswissenschaft studierte, ist unklar. Eine Tätigkeit als Syndikus setzt  eigentlich ein Jurastudium und eine Zulassung als Rechtsanwalt voraus; allerdings stimmen die biografischen Nachschlagewerke von Wilhelm Kosch und Franz Brümmer sowie das Wer ist wer? darin überein, dass Grabein Philosophie und Philologie, nicht Jura studiert hat. Ab 1921 war er Referent für Schifffahrtsangelegenheiten im Reichsarbeitsministerium. Zuletzt war er Ministerialrat. Von 1936 bis 1945 lebte er in Kleinmachnow bei Berlin. 
Grabein verfasste Romane, Erzählungen und Theaterstücke. Nachdem er als Student Mitglied der Landsmannschaft Guilelmia Berlin und der Landsmannschaft Suevia Jena (später Saxo-Suevia) geworden war, spielten zahlreiche seiner Werke im Milieu der Studentenverbindungen.

## Werke
- O alte Burschenherrlichkeit!, Stuttgart [u. a.] 1890
- Die altfranzösischen Gedichte über die verschiedenen Stände der Gesellschaft, Halle a.S. 1893
- Frau Luciens Rendezvous und andere Noveletten, Kiel 1897
- Amor in der Sommerfrische, Berlin 1899
- Ein Eisenbahn-Attentat, Berlin 1899
- Ein Frauenliebling, Berlin 1903
- Vivat Academia!, Berlin
  - 1. Du mein Jena!, 1903
  - 2. In der Philister Land, 1903
  - 3. Im Wechsel der Zeit, 1904
- Frei ist der Bursch!, Berlin 1904
- Frau Lurley und andere Novellen, Berlin [u. a.] 1905
- Firnenrausch, Leipzig 1906
- Irrlicht, Berlin [u. a.] 1907
- Der König von Thule, Leipzig [u. a.] 1907
- Die Moosschwaige, Berlin 1907
- In Jena ein Student, Stuttgart [u. a.] 1908
- Ursula Drenck, Leipzig 1908
- Dämonen der Tiefe, Leipzig [u. a.] 1909
- Die Herren der Erde, Berlin [u. a.] 1909
- Aus dem Reiche der schwarzen Diamanten, Leipzig [u. a.] 1910
- In Tropenglut und Urwaldnacht, Stuttgart [u. a.] 1910
- Das neue Geschlecht, Leipzig 1910
- Im Kampfe, Berlin 1911
- Der tolle Hans, Leipzig 1911
- Hüter des Feuers, Leipzig 1912
- Der Wille zum Leben, Leipzig 1912
- Die Diamantensucher vom Dorstveldrand, Stuttgart [u. a.] 1913
- Gestürzte Altäre, Leipzig 1913
- Wildwasser, Leipzig 1913
- "Die Flammenzeichen rauchen ...", Leipzig 1913
- Dunkle Tiefen, Reutlingen 1914
- Die vom Rauhen Grund, Leipzig 1914
- Das stille Leuchten, Leipzig 1915
- Der Brief der Sibylle Brand, Leipzig 1916
- Hinter der eisernen Maske, Leipzig 1916
- Höhenluft, Berlin [u. a.] 1916
- Im Auto durch Feindesland, Berlin [u. a.] 1916
- Die Turmvilla, Reutlingen 1916
- Unter des Reiches Sturmfahne, Stuttgart [u. a.] 1916
- Allzeit bereit!, Frankfurt a. M. 1917
- Jürg Frey, der Wandervogel, Stuttgart [u. a.] 1917
- Der lächelnde Götze, Leipzig 1917
- Herzbube, Leipzig 1918
- Irrende Seelen, Leipzig 1918
- Pension Highlife, Leipzig 1918
- Dämon Mann, Berlin 1919
- Frauen, die den Weg gefunden, Siegen 1919
- Satisfaktion, Berlin 1919
- In dunklem Bann, Berlin 1920
- Der Ruf des Lebens, Berlin 1924
- Der Spiegel der Surya, Leipzig 1924
- Eckarts Sendung, Berlin-Charlottenburg 1926
- Die Verlobung auf dem Blocksberge, Berlin 1927
- Die Geschichte der Landsmannschaft Suevia in Jena, Osterode 1928
- Jugendstürme, Berlin-Schöneberg 1930
- Nomaden, Berlin-Schöneberg 1931
- Ewiges deutsches Volk, Leipzig 1933
- Ein Mädel fährt Korsar, Berlin 1935
- Rätsel um Schloß Frossart, Berlin 1936
- Kapitän Larsens Versuchung, Hamburg 1940

## Herausgeberschaft
- Liebeslieder moderner Frauen, Berlin 1902
- Vivat Academia, Essen 1932